# Doetinchem

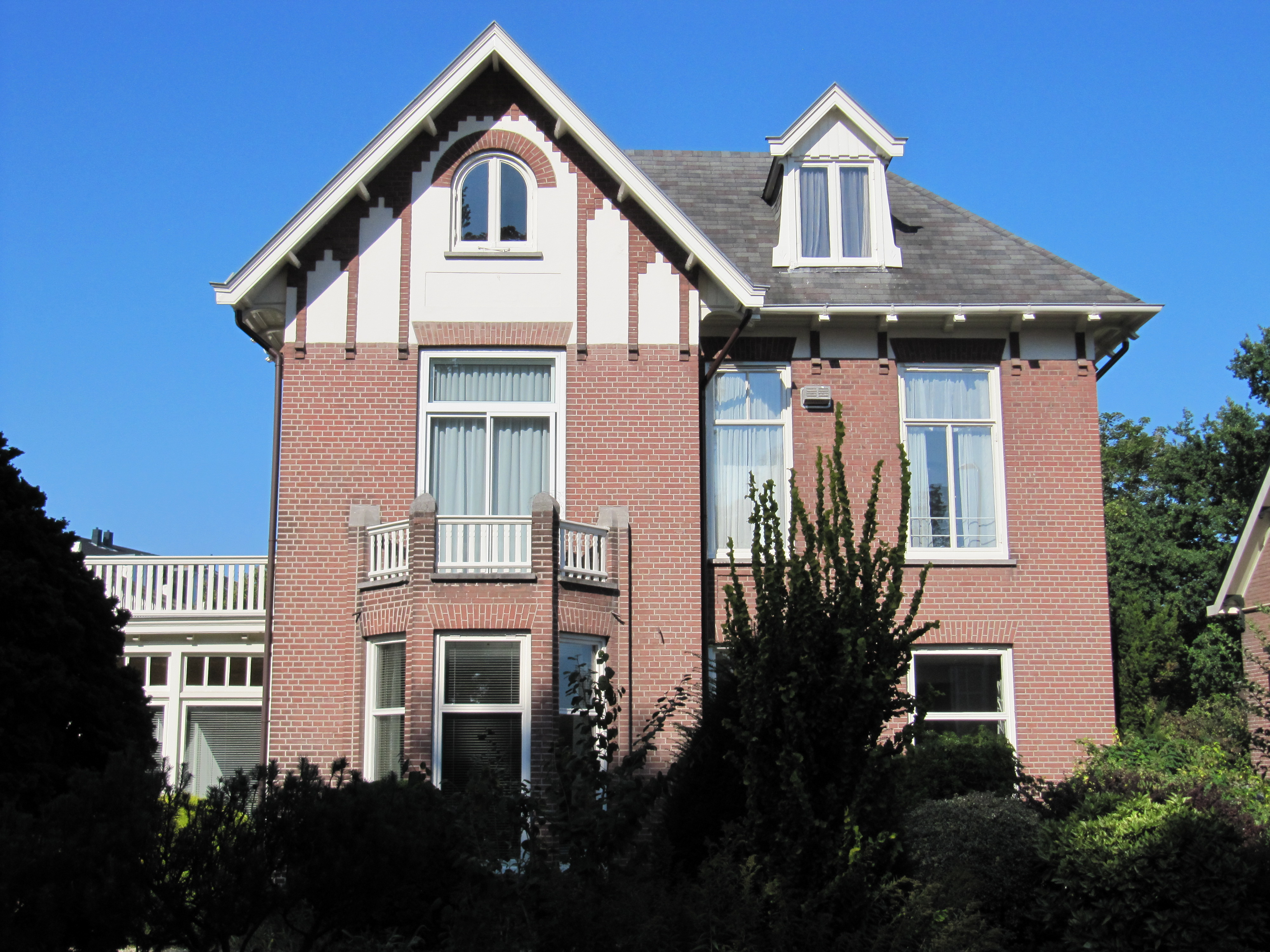
Villa Bouchina.

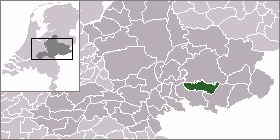
Doetinchems läge

Doetinchem är en kommun i provinsen Gelderland i Nederländerna. Kommunens totala area är 79,66 km² (där 1,50 km² är vatten) och invånarantalet är 56 380 invånare (2005).
I Doetinchem finns Villa Bouchina som användes som uppsamlingsläger under Andra världskriget.